# Phước Mỹ Trung
Phước Mỹ Trung là một xã thuộc tỉnh Vĩnh Long, Việt Nam.
Trước ngày 16 tháng 6 năm 2025, Phước Mỹ Trung là thị trấn huyện lỵ của huyện Mỏ Cày Bắc, tỉnh Bến Tre. 

## Địa lý
Xã Phước Mỹ Trung có vị trí địa lý:
- Phía đông giáp xã Tân Thành Bình.
- Phía tây giáp xã Vĩnh Thành.
- Phía nam giáp xã Hưng Khánh Trung và Nhuận Phú Tân.
- Phía bắc giáp phường Bến Tre và xã Tiên Thủy, ranh giới là sông Hàm Luông.

Xã Phước Mỹ Trung có diện tích 38,19 km², dân số năm 2025 là 36.526 người,> mật độ dân số đạt 956 người/km².
Khu vực trung tâm xã (Ba Vát) nằm trên giồng đất cao.

## Lịch sử
Lịch sử Phước Mỹ Trung gắn liền với địa danh Ba Vát hay Ba Việt (từ tiếng Khmer là Pears Watt nghĩa là chùa Phật). Trong tác phẩm Nam kỳ phong tục nhơn vật diễn ca của Nguyễn Liên Phong viết đề cập đến địa danh chợ Ba Vát hay Ba Việt ở huyện Tân Minh là một trong những ngôi chợ sầm uất, đồng thời là cảng thị nổi tiếng của tỉnh Bến Tre thời bấy giờ. Cảng thị Ba Vát được hình thành từ cuối thế kỷ XVII, phát triển mạnh mẽ trong suốt thế kỷ XVIII cho đến nửa đầu thế kỷ XIX. Nơi đây từng là nơi buôn bán của các thương nhân Việt - Hoa và Nhật Bản với các mặt hàng được buôn bán như đồ gốm sứ,... Trong sách Gia Định thành thông chí, Trịnh Hoài Đức miêu tả: "Nơi đây phố xá liền lạc, ghe thuyền đậu tiếp tục đến huyện lỵ Tân An. Cách đó 15 dặm rưỡi sông Mỏ Cày cũng có phố xá trù mật".
Ba Vát từng là nơi diễn ra trận chiến giữa quân Tây Sơn và quân của Tân Chính Vương Nguyễn Phúc Dương vào năm Đinh Dậu - 1777, làm cho vùng này suy tàn dần. Ngày 18 tháng 10 năm 1777, tướng Tây Sơn là Nguyễn Huệ đánh thắng trận tại Ba Vát, Nguyễn Phúc Đổng (anh của Nguyễn Ánh), cha con Chưởng cơ Trương Phúc Thận, Lưu Thủ Lượng, Tham mưu Nguyễn Danh Khoáng đều bị giết.
Trong thời kỳ thịnh vượng, Ba Vát được chọn làm lỵ sở của huyện Tân Minh. Sách Đại Nam nhất thống chí ghi nhận: Huyện trị Tân Minh chu vi 64 trượng, rào tre. Nguyên trước đặt làm huyện trị Tân An tại địa phận thôn Phước Hạnh xứ Ba Việt, năm Minh Mạng thứ 4 (1823) cải làm phủ trị Hoằng An, năm Tự Đức thứ 4 (1851) dẹp phủ Hoằng An đổi làm huyện Tân Minh.

### Thời Pháp thuộc
Ngày 2 và 3 tháng 2 năm 2016, người dân khu vực chợ Ba Vát nổi loạn chống chính quyền thuộc địa do Tám Đang và thầy chín Sửu lãnh đạo. Họ phá nhà ông hương cả, chiếm công sở, đánh nhà ông phó tổng; tấn công công sở làng Phước Hạnh và công sở Tân Phú Tây, rồi đốt giấy tờ.
Làng Phước Mỹ Trung thuộc tổng Minh Thiện, quận Mỏ Cày, tỉnh Bến Tre được thành lập vào năm 1927 trên cơ sở sáp nhập hai làng trước đó là Phước Hạnh và Trung Mỹ.

### Thời Việt Nam cộng hòa
Đến thời Việt Nam Cộng hòa, các làng được gọi là xã, xã Phước Mỹ Trung ban đầu thuộc quận Mỏ Cày, tỉnh Kiến Hòa (tên gọi lúc bấy giờ của tỉnh Bến Tre). Đến năm 1963, chính quyền tách một phần quận Mỏ Cày để thành lập quận mới Đôn Nhơn, xã Phước Mỹ Trung chuyển sang trực thuộc quận Đôn Nhơn. Quận lỵ Đôn Nhơn đặt tại Ba Vát, thuộc địa bàn xã Phước Mỹ Trung.
Ngày 9 tháng 4 năm 1964, khu vực này xảy ra một trận đánh lớn giữa quân Giải phóng miền Nam và quân lực Việt Nam Cộng hòa. Theo ghi chép lịch sử cách mạng, tiểu đoàn "Ó Vàng" của quân lực VNCH đã bị đánh bại, thiệt hại 5 xe thiết giáp, bị bắn rơi 1 máy bay trực thăng, bị đánh chìm 1 tàu chiến.

### Sau năm 1975
Sau năm 1975, quận Đôn Nhơn giải thể, xã Phước Mỹ Trung thuộc huyện Mỏ Cày, tỉnh Bến Tre.
Ngày 9 tháng 2 năm 2009, Chính phủ ban hành Nghị định số 08/NĐ-CP. Theo đó, xã Phước Mỹ Trung chuyển sang trực thuộc huyện Mỏ Cày Bắc mới thành lập và là huyện lỵ huyện Mỏ Cày Bắc.
Ngày 7 tháng 9 năm 2012, xã Phước Mỹ Trung được công nhận là đô thị loại V theo Quyết định số 1724.
Ngày 13 tháng 2 năm 2023, Ủy ban Thường vụ Quốc hội ban hành Nghị quyết số 724/NQ-UBTVQH15 (nghị quyết có hiệu lực từ ngày 10 tháng 4 năm 2023). Theo đó, thành lập thị trấn Phước Mỹ Trung trên cơ sở toàn bộ 8,32 km² diện tích tự nhiên và 9.879 người của xã Phước Mỹ Trung.
Ngày 16 tháng 6 năm 2025, Ủy ban Thường vụ Quốc hội ban hành Nghị quyết số 1687/NQ-UBTVQH15 về việc sắp xếp các đơn vị hành chính cấp xã của tỉnh Vĩnh Long năm 2025. Theo đó, sắp xếp toàn bộ diện tích tự nhiên, quy mô dân số của thị trấn Phước Mỹ Trung và các xã Phú Mỹ, Thạnh Ngãi và Tân Phú Tây thành xã mới có tên gọi là xã Phước Mỹ Trung.
Sau khi sáp nhập, xã Phước Mỹ Trung có 38,19 km² diện tích tự nhiên và dân số 36.526 người.

## Giao thông
Phước Mỹ Trung có tuyến Quốc lộ 57, nối với Quốc lộ 60 từ thị trấn Mỏ Cày qua Chợ Lách nối với Vĩnh Long, và tỉnh lộ 882 nối giữa 2 tuyến quốc lộ 60 và 57.
Từ trung tâm thị trấn theo đường thủy có thể đi ra sông Hàm Luông ở phía Chợ Lách và phía nam tại Vàm Nước Trong tại xã Tân Thành Bình và nối với thị trấn Mỏ Cày, rồi có thể đi ra sông Cổ Chiên.

## Kinh tế - xã hội

### Kinh tế
Tổng giá trị sản xuất kinh tế của thị trấn là 734 tỷ đồng. Có 16 doanh nghiệp, 1 hợp tác xã, 860 hộ kinh doanh thương mại - dịch vụ. Doanh nghiệp Hương Miền Tây là nhà máy xử lý đóng gói và bảo quản bưởi đầu tiên ở Việt Nam, nhằm tập trung cho việc tiêu thụ bưởi da xanh của Bến Tre xuất khẩu ra nước ngoài.
Thu nhập bình quân đầu người năm 2012 đạt trên 21 triệu đồng. Đến năm 2023, thu nhập bình quân đầu người là 50,3 triệu đồng. Tỉ lệ hộ nghèo là 2,7%.
Trung tâm mua bán là chợ Ba Vát với nhà lồng bách hóa có diện tích 987 m², diện tích quầy ki-ốt 4.512 m², diện tích nhà lồng rau, quả, sân, bãi chợ rộng 4.700 m². Chợ có trên 262 hộ đăng ký kinh doanh buôn bán thường xuyên.

### Xã hội
Thị trấn hiện có 4 cơ sở y tế khám chữa bệnh, 22 nhà thuốc tư nhân, 6 điểm giao dịch của các ngân hàng, 3 bưu cục khu vực.
Các cơ sở giáo dục được đặt tại thị trấn gồm:
- Trường Tiểu học Phước Mỹ Trung.
- Trường THCS Phước Mỹ Trung.
- THPT Bán công Phước Mỹ Trung.
- Trung tâm GDTX Mỏ Cày Bắc.

Khu đô thị mới Phước Mỹ Trung với diện tích 11,1 ha đang được đầu tư xây dựng, nằm cạnh Quốc lộ 57.
Phước Mỹ Trung có một nhà máy lọc nước để phục vụ cho nhân dân trong thị trấn.

## Văn hóa
Đình Trung Mỹ toạ lạc tại ấp Phước Trung, thị trấn Phước Mỹ Trung, được xây dựng vào khoảng đầu thế kỷ thứ XIX và được vua Tự Đức sắc phong thần năm 1852. Đây là nơi tổ chức 3 lệ cúng Giỗ Tổ Hùng Vương vào mùng 10 tháng 3; Hạ Điền Rằm, 16 tháng 4 và Thượng Điền Rằm, 16 tháng 11 âm lịch.
Ca dao xưa có câu:
Sông Bến Tre nhiều hang cá ngát,
Đường Ba Vát gió mát tận xương.
Vào năm 2003, Di chỉ khảo cổ cảng thị Ba Vát được phát hiện bởi một nông dân địa phương ở ấp Phước Lý trong lúc đào ao nuôi cá.

## Thư viện ảnh

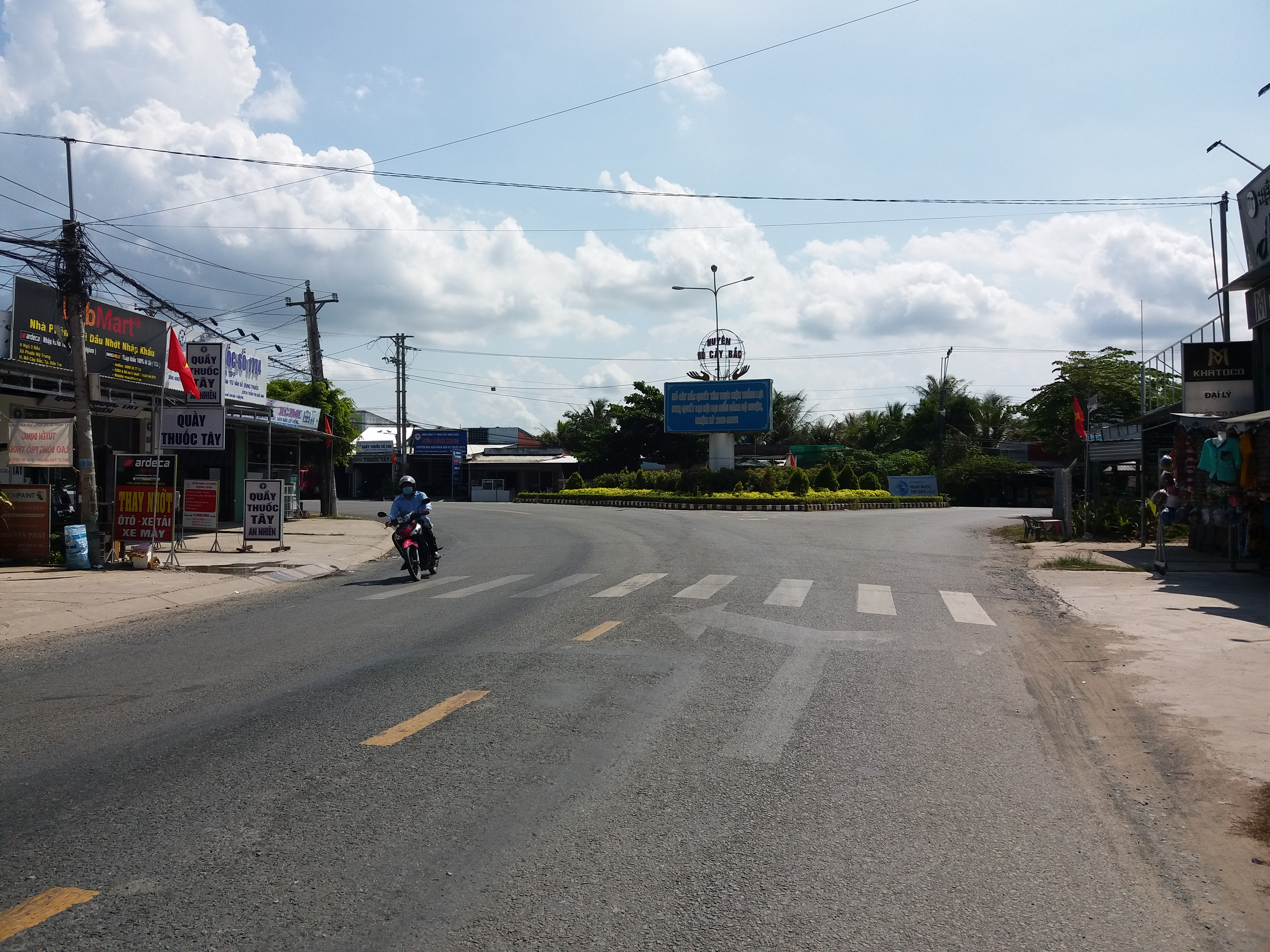
Một ngã ba.
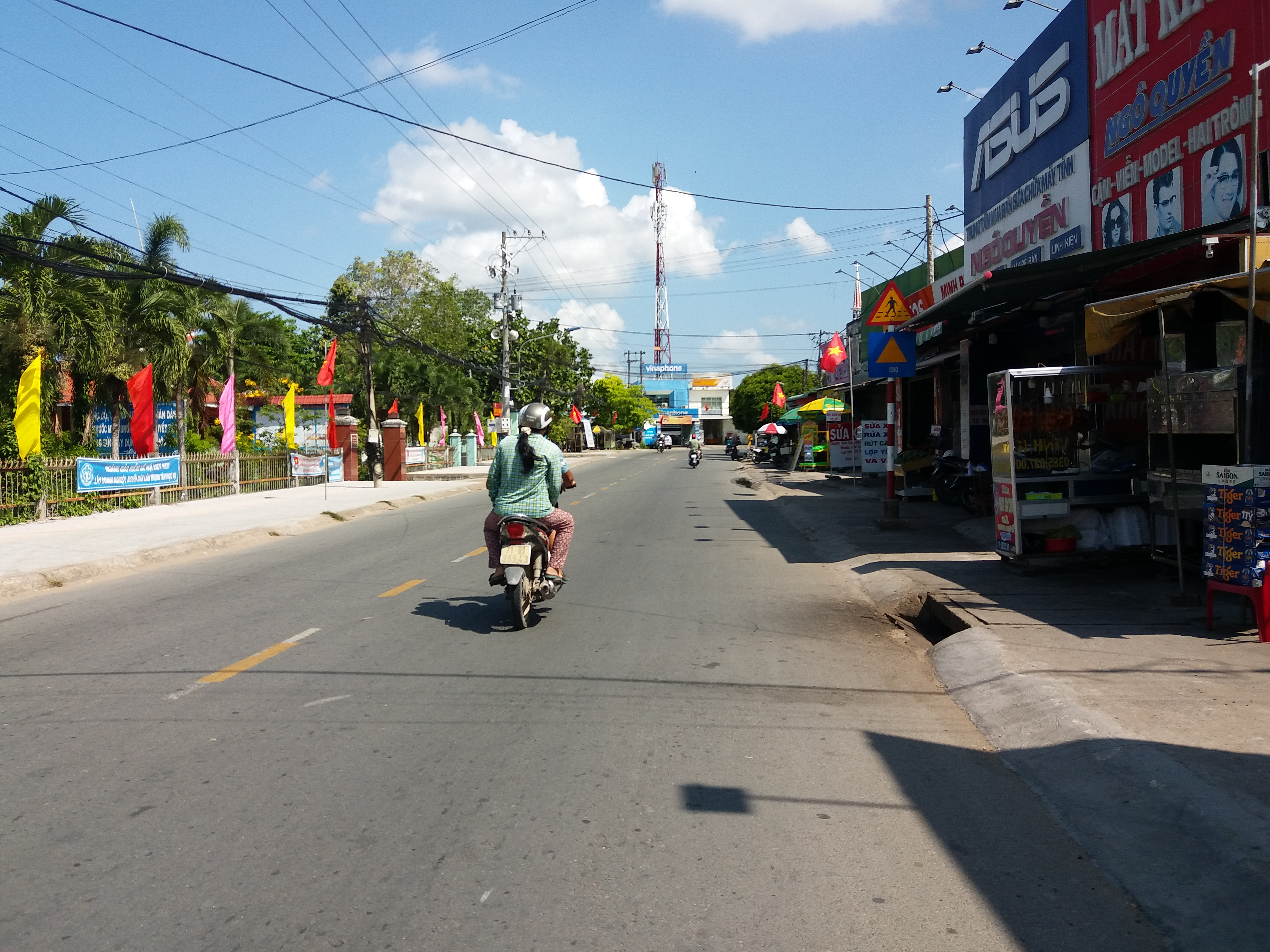
Tỉnh lộ 882 ngang qua thị trấn.
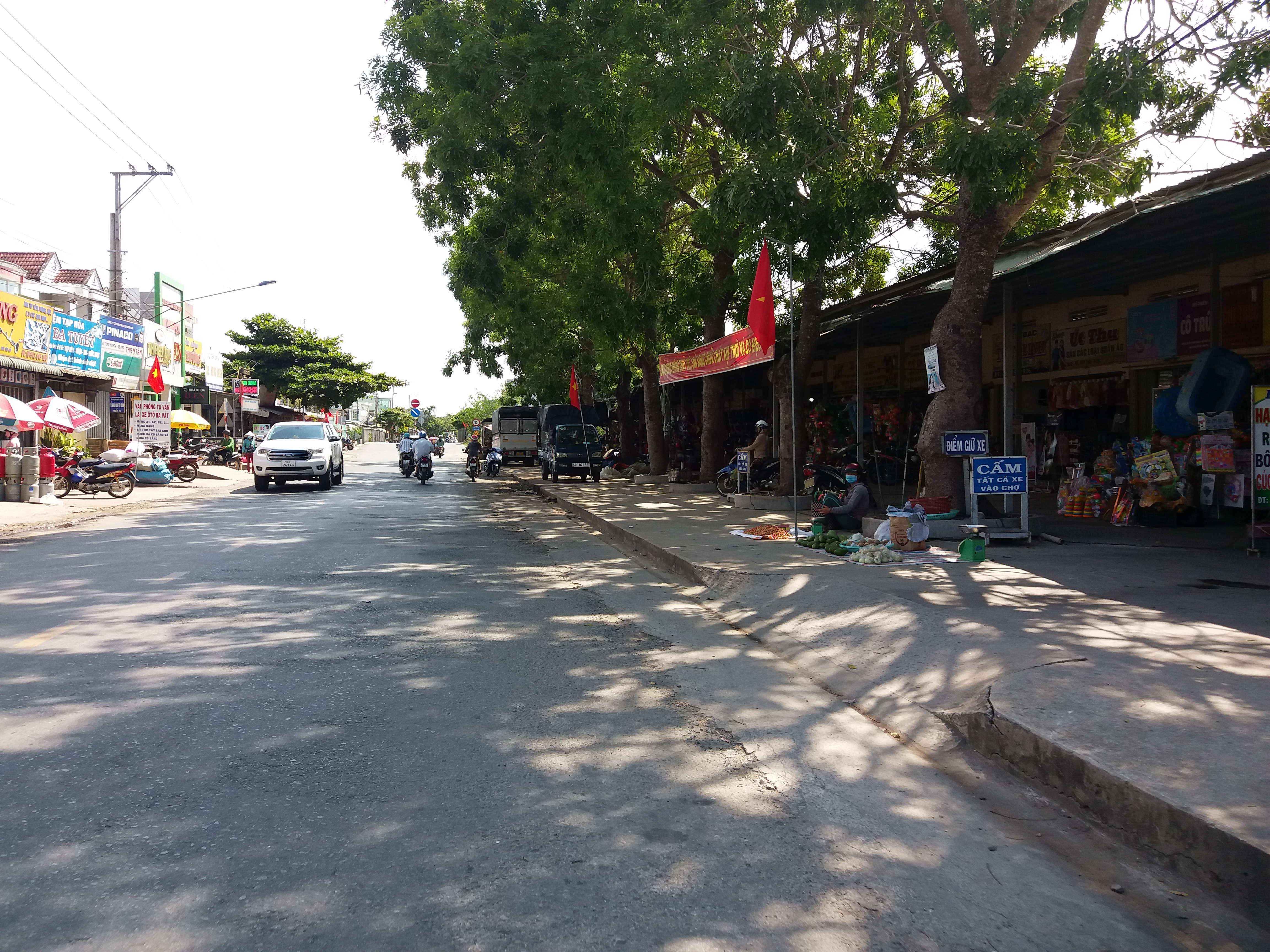
Khu vực gần chợ Ba Vát.
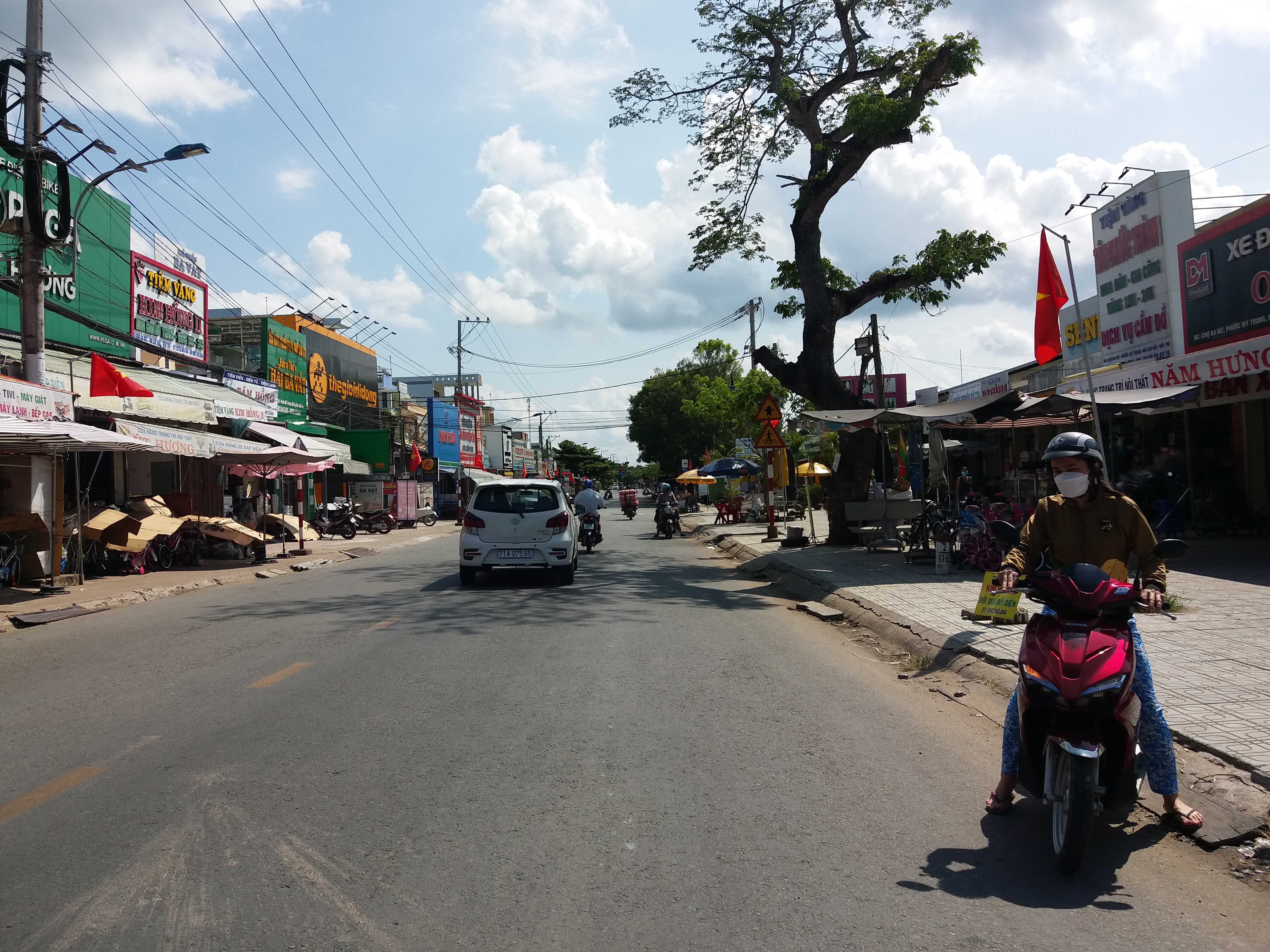
Khu vực gần chợ Ba Vát.

### Sách
- Bùi Ngọc Trung (1997). Mặt trận thầm lặng: ký sự. Nhà xuất bản Thành phố Hồ Chí Minh.
- Đoàn Tứ, Nguyễn Phương Thảo (2001). Địa chí Bến Tre. Nhà xuất bản Khoa học xã hội.
- Nguyễn Đình Tư (2008). Từ điển địa danh hành chính Nam Bộ. Nhà xuất bản Chính trị Quốc gia.
- Sơn Nam (1971). Miền Nam đầu thế kỷ XX: Thiên Địa hội và cuộc Minh tân biên khảo. Nhà xuất bản Phù Sa.
- Tạ Chí Đại Trường (2007). Việt Nam thời Tây Sơn: lịch sử nội chiến, 1771-1802. Nhà xuất bản Công an nhân dân.

### Tạp chí
- Viện Khảo cổ học (2007). "Khảo cổ học, Số phát hành 1-3". Viện Khảo cổ học, Ủy ban Khoa học Xã hội Việt Nam. {{Chú thích tạp chí}}: Chú thích magazine cần |magazine= (trợ giúp)